# Algoritmo Cuthill-McKee

Ordinamento di una matrice secondo l'algoritmo di Cuthill-McKee.

Ordinamento della stessa matrice secondo RCM.

L'algoritmo Cuthill-McKee (CM), ideato da Elizabeth Cuthill e J. McKee, permette di permutare una matrice sparsa simmetrica in una matrice a banda più compatta e quindi più facilmente risolvibile. L'algoritmo Cuthill-McKee inverso (RCM), proposto da Alan George, adotta lo stesso procedimento ma sistemando i termini della matrice con i pedici invertiti: in generale ciò consente, rispetto al CM, di mantenere un maggior numero di termini nulli quando l'algoritmo di Gauss viene successivamente impiegato.